# Сомонок (Іллінойс)
Сомонок (англ. Somonauk) — селище (англ. village) в США, в округах Декальб і Ла-Салл штату Іллінойс. Населення — 1786 осіб (2020).

## Географія
Сомонок розташований за координатами 41°38′5″ пн. ш. 88°41′15″ зх. д. / 41.63472° пн. ш. 88.68750° зх. д. (41.634747, -88.687476).  За даними Бюро перепису населення США в 2010 році селище мало площу 6,27 км², з яких 6,25 км² — суходіл та 0,01 км² — водойми.

## Демографія
Згідно з переписом 2010 року, у селищі мешкали 1893 особи в 717 домогосподарствах у складі 513 родин. Густота населення становила 302 особи/км².  Було 778 помешкань (124/км²).
Расовий склад населення:
| - 96,3 % — білих - 0,3 % — азіатів - 0,2 % — корінних американців - 0,2 % — чорних або афроамериканців - 1,3 % — осіб інших рас |

До двох чи більше рас належало 1,7 %. Частка іспаномовних становила 4,1 % від усіх жителів.
За віковим діапазоном населення розподілялося таким чином: 26,5 % — особи молодші 18 років, 59,0 % — особи у віці 18—64 років, 14,5 % — особи у віці 65 років та старші. Медіана віку мешканця становила 37,3 року. На 100 осіб жіночої статі у селищі припадало 91,2 чоловіків;  на 100 жінок у віці від 18 років та старших — 88,5 чоловіків також старших 18 років.
Середній дохід на одне домашнє господарство  становив 70 337 доларів США (медіана — 56 799), а середній дохід на одну сім'ю — 79 628 доларів (медіана — 75 789). Медіана доходів становила 50 450 доларів для чоловіків та 42 895 доларів для жінок. За межею бідності перебувало 8,0 % осіб, у тому числі 11,9 % дітей у віці до 18 років та 5,2 % осіб у віці 65 років та старших.
Цивільне працевлаштоване населення становило 1017 осіб. Основні галузі зайнятості: освіта, охорона здоров'я та соціальна допомога — 20,8 %, виробництво — 16,6 %, роздрібна торгівля — 11,3 %, транспорт — 10,2 %.